# Staropramen
Pivovary Staropramen s.r.o. (рус. «Пивоварни Старый источник») — чешская пивоваренная компания, вторая по величине и мощности в стране (доля внутреннего рынка 15,3 %). С 2012 года принадлежит пивоваренной компании MolsonCoors.

## История компании
В 1869 году в пражском предместье Смихове была основана компания Joint Stock Brewery in Smíchov. Её основными акционерами стали Ян Когоут и Вилем Пицек. Первое производство пива было запущено в 1871 году. В 1913 году в числе 16 торговых марок компания зарегистрировала бренд Staropramen. Название Staropramen в переводе с старочешского означает «старый источник».
Автором первого логотипа компании, элементы которого используются до сих пор, является чешский график Франтишек Тихий.

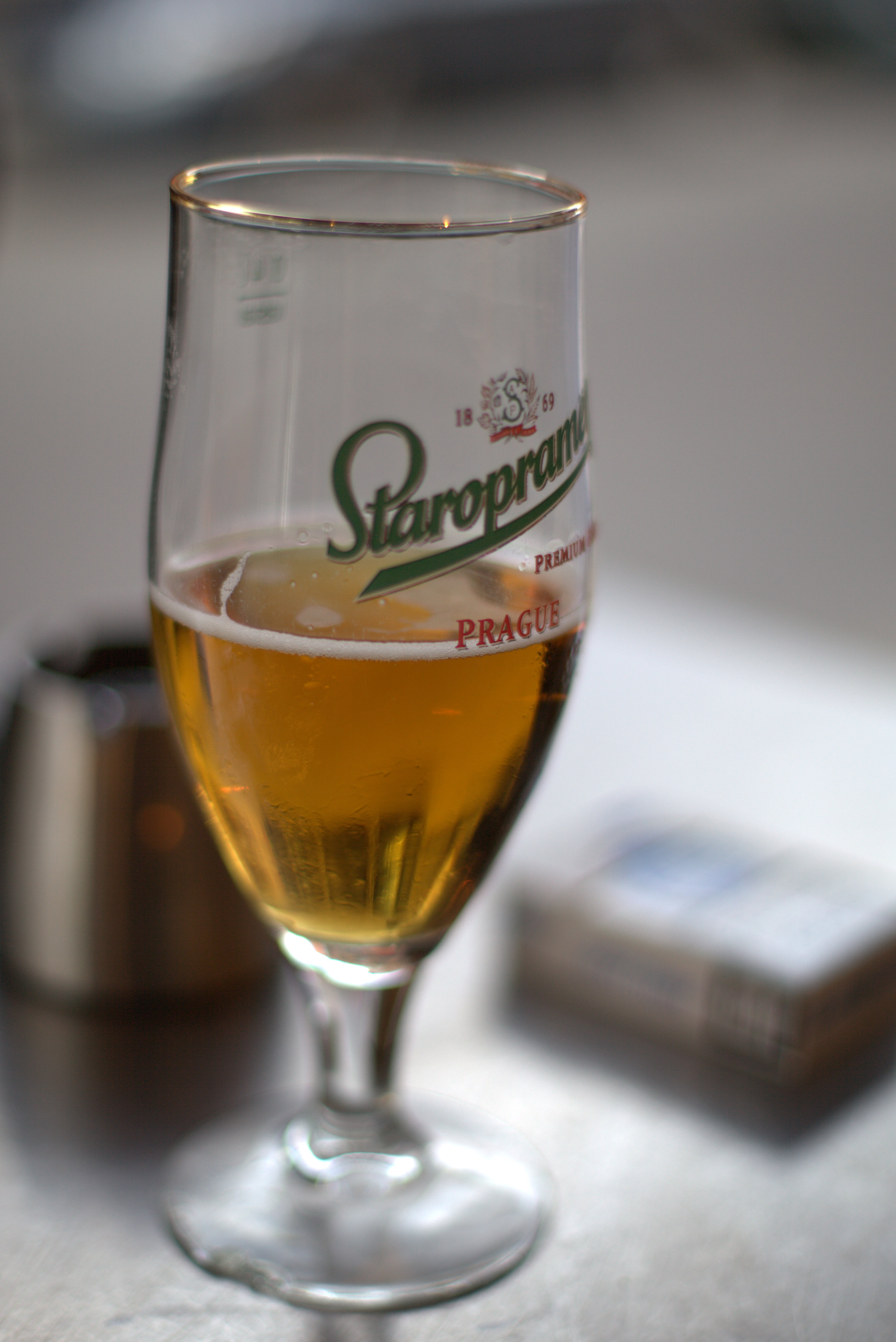
Пиво Staropramen

## Продукция
- Staropramen